# (3938) Chapront
(3938) Chapront es un asteroide perteneciente al cinturón de asteroides, descubierto el 2 de agosto de 1949 por Karl Wilhelm Reinmuth desde el Observatorio de Heidelberg-Königstuhl, Alemania.

## Designación y nombre
Designado provisionalmente como 1949 PL. Fue nombrado Chapront en honor de los astrónomos franceses Jean Chapront y Michelle Chapront - Touzé.